# Danh sách máy bay (C-D)
Danh sách máy bay
A B  C-D E-H I-M N-S T-Z

## C

### CAB
- CAB Minicab
- CAB Supercab

### CAIC
xem Chengdu

### Call Aircraft Company
- CallAir S-1
- CallAir A
- CallAir A-2
- CallAir A-3
- CallAir A-4
- CallAir A-5
- CallAir A-6
- CallAir A-7
- CallAir A-9

### Campini-Caproni
- Campini Caproni CC.2

xem thêm Caproni

### Camair
- Camair Twin Navion

### Campbell
- Campbell Cricket

### CAMS
- CAMS 30
- CAMS 31
- CAMS 32
- CAMS 33
- CAMS 36
- CAMS 37
- CAMS 38
- CAMS 46
- CAMS 50
- CAMS 51
- CAMS 52
- CAMS 53
- CAMS 54
- CAMS 55
- CAMS 56
- CAMS 57
- CAMS 58
- CAMS 80
- CAMS 90
- CAMS 110
- CAMS 120
- CAMS-Potez 140
- CAMS-Potez 160

### CAO
- C.A.O.200

### Canadair
- Canadair CC-106 Yukon
- Canadair CC-109 Cosmopolitan
- Canadair CC-144 Challenger
- Canadair CF-116 Freedom Fighter
- Canadair CP-107 Argus
- Canadair CL-84/CX-84 Dynavert
- Canadair Challenger 600
- Canadair Challenger 601
- Canadair Challenger 604
- Canadair CL-28 Argus
- Canadair CL-44
- Canadair CL-215
- Canadair CL-415
- Canadair Regional Jet CRJ-100
- Canadair Regional Jet CRJ-200
- Canadair Regional Jet CRJ-700
- Canadair Sabre
- Canadair XT-142

### Canard Aviation
xem Aviafiber

### Cansa
- Cansa C.6 Falchetto

### Cant
- CANT Z.501 Gabbiano
- CANT Z.506 Airone
- CANT Z.511
- CANT Z.1007 Alcione

### CAP
- CAP-1
- CAP-3
- CAP-4
- CAP-5
- CAP-6
- CAP-8
- CAP-9

### CAP Aviation
- CAP Aviation CAP-10
- CAP Aviation CAP-20
- CAP Aviation CAP-21
- CAP Aviation CAP-230
- CAP Aviation CAP-231
- CAP Aviation CAP-232

### Caproni
xem thêm: Caproni Bergamaschi, Caproni Reggiane, Caproni Vizzola
- Caproni A.P.1
- Caproni Ca.1
- Caproni Ca.2
- Caproni Ca.3
- Caproni Ca.4
- Caproni Ca.5
- Caproni Ca.6
- Caproni Ca.7
- Caproni Ca.8
- Caproni Ca.9
- Caproni Ca.10
- Caproni Ca.11
- Caproni Ca.12
- Caproni Ca.13
- Caproni Ca.14
- Caproni Ca.15
- Caproni Ca.16
- Caproni Ca.17
- Caproni Ca.18
- Caproni Ca.19
- Caproni Ca.20
- Caproni Ca.21
- Caproni Ca.22
- Caproni Ca.23
- Caproni Ca.24
- Caproni Ca.25
- Caproni Ca.26
- Caproni Ca.27
- Caproni Ca.28
- Caproni Ca.29
- Caproni Ca.30
- Caproni Ca.31
- Caproni Ca.32
- Caproni Ca.33
- Caproni Ca.34
- Caproni Ca.35
- Caproni Ca.36
- Caproni Ca.37
- Caproni Ca.38
- Caproni Ca.39
- Caproni Ca.40
- Caproni Ca.41
- Caproni Ca.42
- Caproni Ca.43
- Caproni Ca.44
- Caproni Ca.45
- Caproni Ca.46
- Caproni Ca.47
- Caproni Ca.48
- Caproni Ca.49
- Caproni Ca.50
- Caproni Ca.51
- Caproni Ca.52
- Caproni Ca.53
- Caproni Ca.54
- Caproni Ca.55
- Caproni Ca.56
- Caproni Ca.57
- Caproni Ca.58
- Caproni Ca.59
- Caproni Ca.60
- Caproni Ca.61
- Caproni Ca.62
- Caproni Ca.63
- Caproni Ca.64
- Caproni Ca.65
- Caproni Ca.66
- Caproni Ca.67
- Caproni Ca.68
- Caproni Ca.69
- Caproni Ca.70
- Caproni Ca.71
- Caproni Ca.72
- Caproni Ca.73
- Caproni Ca.74
- Caproni Ca.75
- Caproni Ca.76
- Caproni Ca.77
- Caproni Ca.78
- Caproni Ca.79
- Caproni Ca.80
- Caproni Ca.81
- Caproni Ca.82
- Caproni Ca.83
- Caproni Ca.84
- Caproni Ca.85
- Caproni Ca.86
- Caproni Ca.87
- Caproni Ca.88
- Caproni Ca.89
- Caproni Ca.90
- Caproni Ca.91
- Caproni Ca.92
- Caproni Ca.93
- Caproni Ca.94
- Caproni Ca.95
- Caproni Ca.96
- Caproni Ca.97
- Caproni Ca.98
- Caproni Ca.99
- Caproni Ca.100
- Caproni Ca.101
- Caproni Ca.102
- Caproni Ca.103
- Caproni Ca.104
- Caproni Ca.105
- Caproni Ca.106
- Caproni Ca.107
- Caproni Ca.108
- Caproni Ca.109
- Caproni Ca.110
- Caproni Ca.111
- Caproni Ca.112
- Caproni Ca.113
- Caproni Ca.114
- Caproni Ca.115
- Caproni Ca.116
- Caproni Ca.117
- Caproni Ca.118
- Caproni Ca.119
- Caproni Ca.120
- Caproni Ca.121
- Caproni Ca.122
- Caproni Ca.123
- Caproni Ca.124
- Caproni Ca.125
- Caproni Ca.126
- Caproni Ca.127
- Caproni Ca.128
- Caproni Ca.129
- Caproni Ca.130
- Caproni Ca.131
- Caproni Ca.132
- Caproni Ca.133
- Caproni Ca.134
- Caproni Ca.135
- Caproni Ca.140
- Caproni Ca.142
- Caproni Ca.146
- Caproni Ca.148
- Caproni Ca.150
- Caproni Ca.153
- Caproni Ca.154
- Caproni Ca.155
- Caproni Ca.156
- Caproni Ca.161
- Caproni Ca.162
- Caproni Ca.163
- Caproni Ca.164
- Caproni Ca.165
- Caproni Ca.166
- Caproni Ca.167
- Caproni Ca.169
- Caproni Ca.183
- Caproni Ca.193
- Caproni Ca.195
- Caproni Ca.201
- Caproni Ca.204
- Caproni Ca.205
- Caproni Ca.211
- Caproni Ca.214
- Caproni Ca.225
- Caproni Ca.301
- Caproni Ca.304
- Caproni Ca.305
- Caproni Ca.306
- Caproni Ca.307
- Caproni Ca.308
- Caproni Ca.309
- Caproni Ca.310
- Caproni Ca.311
- Caproni Ca.312
- Caproni Ca.313
- Caproni Ca.314
- Caproni Ca.315
- Caproni Ca.316
- Caproni Ca.318
- Caproni Ca.320
- Caproni Ca.325
- Caproni Ca.330
- Caproni Ca.331
- Caproni Ca.332
- Caproni Ca.333
- Caproni Ca.335
- Caproni Ca.345
- Caproni Ca.350
- Caproni Ca.355
- Caproni Ca.356
- Caproni Ca.357
- Caproni Ca.358
- Caproni Ca.360
- Caproni Ca.365
- Caproni Ca.370
- Caproni Ca.375
- Caproni Ca.380
- Caproni Ca.381
- Caproni Ca.401
- Caproni Ca.405
- Caproni Ca.410
- Caproni Ca.602
- Caproni Ca.603
- Caproni PL.3
- Caproni PS.1

### Carter Aviation Technologies
- CarterCopter

### CASA
- CASA C-101 Aviojet
- CASA C212 Aviocar
- CASA CN235
- CASA C-295
- CASA 2.111
- CASA 207 Azor

### Caudron
- Caudron C.59
- Caudron C.60
- Caudron C.109
- Caudron C.272
- Caudron C.400
- Caudron C.500 Simoun
- Caudron C.600 Aiglon
- Caudron C.601 Aiglon Senior
- Caudron C.610 Aiglon
- Caudron C.620 Simoun
- Caudron C.630 Simoun
- Caudron C.631 Simoun
- Caudron C.632 Simoun
- Caudron C.633 Simoun
- Caudron C.634 Simoun
- Caudron C.635 Simoun
- Caudron C.640 Typhon
- Caudron C.641 Typhon
- Caudron C.670 Typhon
- Caudron C.710
- Caudron C.713 Cyclone
- Caudron C.714 Cyclone
- Caudron C.720 Cyclone
- Caudron C.760 Cyclone
- Caudron C.770 Cyclone
- Caudron C.800
- Caudron Jn.760 Cyclone
- Caudron G.2
- Caudron G.3
- Caudron G.4
- Caudron R.4
- Caudron III
- Caudron IV

### Central Aircraft Company
- Central Centaur IIA
- Central Centaur IV

### Cessna
- Cessna 120
- Cessna 140
- Cessna 150
- Cessna 152 Trainer/Commuter/Aerobat
- Cessna 165 Airmaster
- Cessna 170
- Cessna 172 Skyhawk
- Cessna 175 Skylark
- Cessna 177 Cardinal
- Cessna 180 Skywagon
- Cessna 182 Skylane
- Cessna R182 Skylane RG
- Cessna T182 Turbo Skylane
- Cessba TR182 Turbo Skylane RG
- Cessna 185 Skywagon
- Cessna 188 AGwagon, AGpickup, AGtruck, and AGhusky
- Cessna 195
- Cessna 205
- Cessna 206 Super Skywagon
- Cessna 207
- Cessna 208 Caravan I/Grand Caravan/Cargomaster
- Cessna 210 Centurion
- Cessna 303 Crusader
- Cessna 310
- Cessna 320
- Cessna 335
- Cessna 336 Skymaster
- Cessna 337 Skymaster
- Cessna 340
- Cessna 350 trước đó là Columbia 350
- Cessna 400 trước đó là Columbia 400
- Cessna 401
- Cessna 402
- Cessna 404 Titan
- Cessna 411
- Cessna 414
- Cessna 421
- Cessna 441 Conquest
- Cessna A
- Cessna BW
- Cessna CG-2
- Cessna CW-6
- Cessna A-37 Dragonfly
- Cessna C-16
- Cessna C-28
- Cessna C-35
- Cessna C-77
- Cessna C-78 Bobcat
- Cessna C-94
- Cessna C-106
- Cessna C-126
- Cessna Caravan
- Cessna Citation I, I/SP
- Cessna Citation II, II/SP, S/II
- Cessna Citation III
- Cessna Citation V/V Ultra
- Cessna Citation VI
- Cessna Citation VII
- Cessna Citation X
- Cessna CitationJet
- Cessna Citation Bravo
- Cessna Citation CJ1,CJ1+
- Cessna Citation CJ2,CJ2+
- Cessna Citation CJ3
- Cessna Citation CJ4
- Cessna Citation Encore/Encore+
- Cessna Citation Excel/XLS/XLS+
- Cessna Citation Mustang
- Cessna Citation Sovereign
- Cessna CO-119 Bird Dog
- Cessna Conquest
- Cessna Corsair
- Cessna Crane
- Cessna Clipper
- Cessna DC-6
- Cessna EC-1
- Cessna EC-2
- Cessna O-1 Bird Dog
- Cessna O-2 Skymaster
- Cessna T-37
- Cessna T-41 Mescalero
- Cessna T-51
- Cessna U-3 Blue Canoe

### Cessna-Reims
- Cessna-Reims 337 Skymaster
- Cessna-Reims F406 Caravan

### Chalard
- Chalard Julcar

### Champion
- Champion 402 Lancer
- Champion 7EC Traveler
- Champion 7FC Tri-Traveler
- Champion 7GC Sky-Trac
- Champion 7HC DX'er
- Champion 7JC Tri-Con
- Champion 7KC Olympia
- Champion 7ECA Citabria
- Champion 7GCAA Citabria
- 7GCB Challenger
- 7GCBA Challenger
- Champion 7GCBC Citabria
- Champion 7KCAB Citabria
- Champion 8KCAB Decathlon
- Champion Citabria Pro

### Chengdu
- Chengdu J-7
- Chengdu J-9
- Chengdu J-10

### Chichester-Miles
- Chichester-Miles Leopard

### Chrislea Aircraft
- Chrislea Ace
- Chrislea Airguard
- Chrislea Skyjeep
- Chrislea Super Ace

### Cierva
- Cierva C.30A Autogiro
- Cierva W.9
- Cierva W.11 Air Horse

### Cirrus Design
- Cirrus SR20
- Cirrus SR21
- Cirrus SR22 & SR22G-2

### Citroen-Marchetti
- Citroen-Marchetti Re.2

### Claxton High School
- Claxton High School Lil' Rascal

### Coanda
- Coanda-1910

### Cody
- Cody V

### Columbia Aircraft
xem thêm: Lancair
- Columbia 300
- Columbia 350
- Columbia 400

### Columbia Aircraft Company
- Columbia XJL-1

### Commonwealth Aircraft Corporation
- CA-17 Mustang 20
- CAC Avon Sabre
- CAC CA-12 Boomerang
- CAC Wackett
- CAC CA-25 Winjeel
- CAC CA-16 Wirraway

### Comte
- Comte AC-1
- Comte AC-3
- Comte AC-4
- Comte AC-8

### Conair
- Conair Firecat

### Conroy
- Conroy Skymonster
- Conroy Stolifter
- Conroy Turbo Albatross
- Conroy Turbo Three

### Consolidated Aircraft
- Consolidated A-11, Model 27
- Consolidated A-44
- Consolidated B-24 Liberator, Model 32
- Consolidated B-32 Dominator, Model 33 & 34
- Consolidated B-41 Liberator
- Consolidated XB-46
- Consolidated BY Fleetster, Model 18
- Consolidated B2Y
- Consolidated C-11 Fleetster, Model 17
- Consolidated C-22 Fleetster
- Consolidated C-87 Liberator Express, Model 32
- Consolidated C-109 Liberator Express, Model 32
- Consolidated Commodore, Model 16
- Consolidated NY, Model 2
- Consolidated O-17 Courier, Model 15
- Consolidated PT-1, Model 1
- Consolidated PT-3, Model 2
- Consolidated PT-11, Model 21
- Consolidated PY
- Consolidated P2Y Ranger, Model 22
- Consolidated P3Y
- Consolidated P4Y Privateer
- Consolidated P5Y
- Consolidated Canso
- Consolidated PBY Catalina, Model 28
- Consolidated PB2Y Coronado, Model 29
- Consolidated PB3Y
- Consolidated PB4Y-2 Privateer, Model 40
- Consolidated R2Y Liberator-Liner, Model 39
- Consolidated RY, Model 101
- Consolidated TBY Sea Wolf
- Consolidated Y1P-25
- Consolidated XP-27
- Consolidated YP-27
- Consolidated YP-28
- Consolidated CXP-28
- Consolidated P-30, Model 26
- Consolidated XP-33

### Convair
- Convair Model 37
- Convair 240
- Convair 340
- Convair 440
- Convair 540
- Convair 580
- Convair 660
- Convair 880
- Convair 990
- Convair B-36
- Convair B-58 Hustler
- Convair B-53
- Convair C-131 Samaritan
- Convair F-7 Sea Dart
- Convair F-102 Delta Dagger
- Convair F-106 Delta Dart
- Convair FY Pogo
- Convair F2Y Sea Dart
- Convair R3Y Tradewind
- Convair RC-131 Samaritan
- Convair T-29
- Convair X-12
- Convair X-6
- Convair XC-99
- Convair XF-92
- Convair XP-81
- Convair YB-60

### Corben
- Corben Baby Ace
- Corben Junior Ace
- Corben Super Ace

### CUB
- CUB Prospector
- CUB Cub

### Culver
- Culver Cadet
- Culver Dart
- Culver Model V

### Cunliffe-Owen Aircraft
- Cunliffe-Owen Concordia

### Cunningham-Hall Aircraft Corporation
- Cunningham-Hall PT-6

### Currie (J.R.Currie)
- Currie Wot

### Curtiss
- Curtiss 18
- Curtiss 75 Hawk
- Curtiss A-3 Falcon
- Curtiss A-4 Falcon
- Curtiss A-5 Falcon
- Curtiss A-6 Falcon
- Curtiss A-8 Shrike
- Curtiss A-12 Shrike
- Curtiss A-14 Shrike
- Curtiss A-18 Shrike
- Curtiss A-25 Shrike
- Curtiss A-40
- Curtiss A-43 Blackhawk
- Curtiss B-2 Condor
- Curtiss BFC Goshawk
- Curtiss BF2C Goshawk
- Curtiss BTC
- Curtiss BT2C
- Curtiss C-10 Robin
- Curtiss C-30 Condor
- Curtiss C-46 Commando
- Curtiss C-55 Commando
- Curtiss C-76 Caravan
- Curtiss C-113 Commando
- Curtiss C-143
- Curtiss Canuck
- Curtiss Cleveland
- Curtiss Falcon
- Curtiss F2C
- Curtiss F3C
- Curtiss F4C
- Curtiss F6C Hawk
- Curtiss F7C Seahawk
- Curtiss F8C Falcon
- Curtiss F9C Sparrowhawk
- Curtiss F10C Helldiver
- Curtiss F11C Goshawk
- Curtiss F12C
- Curtiss F13C
- Curtiss F14C
- Curtiss F15C
- Curtiss H12
- Curtiss H-16
- Curtiss HS2L
- Curtiss Jenny
- Curtiss JN3
- Curtiss JN4
- Curtiss Kittyhawk
- Curtiss Mohawk
- Curtiss Model F
- Curtiss Model K
- Curtiss NC
- Curtiss O-1 Falcon
- Curtiss P-1 Hawk
- Curtiss P-2 Hawk
- Curtiss P-3 Hawk
- Curtiss P-5 Hawk
- Curtiss P-6 Hawk
- Curtiss PW-8
- Curtiss P-11 Hawk
- Curtiss P-36 Hawk
- Curtiss P-40
- Curtiss P-60
- Curtiss SC Seahawk
- Curtiss SBC
- Curtiss SB2C Helldiver
- Curtiss Seamew
- Curtiss SOC Seagull
- Curtiss SOC-2
- Curtiss SOC-3
- Curtiss SOC-4
- Curtiss Tomahawk
- Curtiss F4C-1
- Curtiss XF-87 Blackhawk
- Curtiss XP-10
- Curtiss XP-14
- Curtiss XP-17
- Curtiss XP-18
- Curtiss XP-19
- Curtiss XP-21
- Curtiss XP-22 Hawk
- Curtiss XP-23 Hawk
- Curtiss XP-31
- Curtiss XP-37
- Curtiss XP-42
- Curtiss XP-46
- Curtiss XP-53
- Curtiss XP-55 Ascender
- Curtiss XP-62
- Curtiss XP-71
- Curtiss YA-10 Shrike
- Curtiss YP-20 Hawk
- Curtiss XP-60

### Curtiss-Reid
- Curtiss-Reid Rambler

### Curtiss-Wright
- Curtiss-Wright AT-9 Jeep
- Curtiss-Wright CW-21 Demon
- Curtiss-Wright SNC Falcon
- Curtiss-Wright X-19
- Curtiss-Wright XF-87 Blackhawk

## D

### Daimler
- Daimler L.6

### DAR
- DAR-10
- DAR-11 Ljastuvka

### Daewoo
- Daewoo SHI KTX-1

### Dart Aircraft Limited
- Dart Flittermouse
- Dart Kitten
- Dart Pup

### Dassault Aviation
- Dassault Breguet CC-117 Falcon
- Dassault Breguet Dornier Alpha Jet
- Dassault Barougan
- Dassault Étendard II
- Dassault Étendard IV
- Dassault Étendard VI
- Dassault Falcon 7x
- Dassault Falcon 10
- Dassault Falcon 20
- Dassault Falcon 50
- Dassault Falcon 100
- Dassault Falcon 200
- Dassault Falcon 900
- Dassault Falcon 2000
- Dassault Falcon Cargo Jet
- Dassault Falcon Guardian
- Dassault MD 311
- Dassault MD 312
- Dassault MD 315 Flamant
- Dassault MD 320 Hirondelle
- Dassault MD 410 Spirale
- Dassault MD 415 Communauté
- Dassault MD 450 Ouragan
- Dassault Mercure
- Dassault Milan
- Dassault Mirage III
- Dassault Mirage III-V
- Dassault Mirage 5
- Dassault Mirage 50
- Dassault Mirage IV
- Dassault Mirage 2000
- Dassault Mirage 4000
- Dassault Mirage F.1
- Dassault Mirage G
- Dassault Mystere IV
- Dassault Neuron
- Dassault Rafale
- Dassault Super Étendard
- Dassault Super Mystère

### de Havilland
- DH.1
- DH.2
- DH.4
- DH.5
- DH.6
- DH.9
- DH.10
- DH.14 Okapi
- DH.18
- DH.27 Derby
- DH.29 Doncaster
- DH.32
- DH.34
- DH.37
- DH.42 Dormouse
- DH.50
- DH.51
- DH.53 Humming Bird
- DH.54 Highclere
- DH.56 Hyena
- DH.60 Moth
- DH.60G Gipsy Moth
- DH.61 Giant Moth
- DH.65 Hound
- DH.66 Hercules
- DH.71 Tiger Moth
- DH.72
- DH.75 Hawk Moth
- DH.77
- DH.80 Puss Moth
- DH.81 Swallow Moth
- DH.82 Tiger Moth
- DH.83 Fox Moth
- DH.84 Dragon
- DH.85 Leopard Moth
- DH.86 Express
- DH.87 Hornet Moth
- DH.88 Comet; record-setting race plane
- DH.89 Dragon Rapide
- DH.90 Dragonfly
- DH.91 Albatross
- DH.92 Dolphin
- DH.93 Don
- DH.94 Moth Minor
- DH.95 Flamingo
- DH.98 Mosquito
- DH.99 Mosquito; fast bomber derivative, later DH.101
- DH.100 Vampire
- DH.101 Mosquito; fast bomber 'Sabre Mosquito' derivative
- DH.102 Mosquito; fast bomber 'Mosquito II' derivative
- DH.103 Hornet
- DH.104 Dove
- DH.106 Comet; jet airliner
- DH.108 "Swallow"
- DH.110 Sea Vixen
- DH.112 Venom and Sea Venom
- DH.114 Heron
- DH.121 - Hawker Siddeley Trident
- DH.125 "Jet Dragon"

### de Havilland Canada
- DHC-1 Chipmunk; also CT-120
- DHC-2 Beaver
- DHC-3 Otter; also CSR-123
- DHC-4 Caribou; also C-7
- DHC-5 Buffalo; also C-8
- DHC-6 Twin Otter; also CC-138
- Dash 7; also CC-132
- Dash 8

### Denel Aerospace Systems
- Denel AH-2 Rooivalk
- Denel Aerospace Systems Bateleur

### Deperdussin
- Deperdussin Monoplane

### Desoutter
- Desoutter Mk.I
- Desoutter Mk.II

### Dewoitine
- D-1
- D-19
- D-26
- D-27
- Dewoitine D.332
- Dewoitine D.333
- Dewoitine D.338
- Dewoitine D.342
- Dewoitine D.510
- Dewoitine D.520
- Dewoitine D.530
- Dewoitine D.620
- Dewoitine D.770

### DFS
- DFS 194
- DFS 228
- DFS 230
- DFS 331
- DFS 332
- DFS 346
- DFS 39
- DFS 40
- DFS Mo 6

### DFW
- DFW B.I
- DFW C.IV
- DFW C.V

### Diamond Aircraft
- D-JET
- DA20
- DA42 Twin Star
- DA40 Diamond Star
- HK36 Super Dimona

### DG Flugzeugbau GmbH
- DG-100, 101, 100G, 101G
- DG-200, 202, 200/17
- DG-300, 303
- DG-400
- DG-500, M, 505, 505MB
- DG-600, 600/18, 600M, 600/18 M
- DG-800, A, B, LA, S und M, 808, 808M
- DG-1000 S

### Doak
- VZ-4

### Dornier
- Dornier 27
- Dornier 28
- Dornier Do 10
- Dornier Do 11
- Dornier Do 12 Libelle
- Dornier Do 13
- Dornier Do 14
- Dornier Do 15 Wal
- Dornier Do 17
- Dornier Do 18
- Dornier Do 19
- Dornier Do 22
- Dornier Do 23
- Dornier Do 24
- Dornier Do 25
- Dornier Do 26
- Dornier Do 27
- Dornier Do 28
- Dornier Do 29
- Dornier Do 31
- Dornier Do 32
- Dornier Do 34
- Dornier Do 128
- Dornier Do 212
- Dornier Do 214
- Dornier Do 215
- Dornier Do 217
- Dornier Do 228
- Dornier Do 317
- Dornier Do 335 Pfeil
- Dornier Do 435
- Dornier Do 635
- Dornier Do A
- Dornier Do C2
- Dornier Do C3
- Dornier Do DS-10
- Dornier Do F
- Dornier Do N
- Dornier Do J
- Dornier Do R
- Dornier Do X
- Dornier Do Y

### Douglas Aircraft Corporation
- Douglas A-1 Skyraider
- Douglas XA-2
- Douglas A-3 Skywarrior
- Douglas A-4 Skyhawk
- Douglas A-20 Havoc
- Douglas A-24 Dauntless
- Douglas A-26 Invader
- Douglas A-42 Mixmaster
- Douglas AC-47 Spooky
- Douglas AC-54 Skymaster
- Douglas AD Skyraider
- Douglas A2D Skyshark
- Douglas A3D Skywarrior
- Douglas A4D Skyhawk
- Douglas Y1B-7
- Douglas YB-11
- Douglas B-18 Bolo
- Douglas B-23 Dragon
- Douglas B-66 Destroyer
- Douglas Boston
- Douglas BTD Destroyer
- Douglas C-1 Milirole
- Douglas C-9 Skytrain II
- Douglas C-21 Dolphin
- Douglas C-24
- Douglas C-26 Dolphin
- Douglas C-29 Dolphin
- Douglas C-32
- Douglas C-33
- Douglas C-34
- Douglas C-38
- Douglas C-39
- Douglas C-41
- Douglas C-42
- Douglas C-47 Skytrain
- Douglas C-48
- Douglas C-49
- Douglas C-50
- Douglas C-51
- Douglas C-52
- Douglas C-53 Skytrooper
- Douglas C-54 Skymaster
- Douglas C-58 Bolo
- Douglas C-67 Dragon
- Douglas C-68
- Douglas C-74 Globemaster
- Douglas C-84
- Douglas C-110
- Douglas C-112 Liftmaster
- Douglas C-114 Skymaster
- Douglas C-115 Skymaster
- Douglas C-116 Skymaster
- Douglas C-117 Super Dakota
- Douglas C-118 Liftmaster
- Douglas C-124 Globemaster II
- Douglas C-129 Super Dakota
- Douglas C-132
- Douglas C-133 Cargomaster
- Douglas CC-129 Dakota
- Douglas Dakota
- Douglas DC-1
- Douglas DC-2
- Douglas DC-3
- Douglas DC-4
- Douglas DC-5
- Douglas DC-6
- Douglas DC-7
- Douglas DC-8
- Douglas DC-9
- Douglas Digby
- Douglas DT
- Douglas DWC World Cruiser
- Douglas F-6 Skyray
- Douglas F-10 Skyknight
- Douglas XFD
- Douglas F3D Skyknight
- Douglas F4D Skyray
- Douglas F5D Skylancer
- Douglas F6D Missileer
- Douglas M-1
- Douglas O-2
- Douglas O-31
- Douglas O-43
- Douglas O-46
- Douglas P-70 Nighthawk
- Douglas SBD Dauntless
- Douglas D558-I Skystreak
- Douglas D558-II Skyrocket
- Douglas T2D
- Douglas TBD Devastator
- Douglas TB2D Skypirate
- Douglas X-3 Stiletto
- Douglas XB-19
- Douglas XB-31
- Douglas XB-42 Mixmaster
- Douglas XB-43 Jetmaster
- Douglas XP-48

### Dunne
Danh sách máy bay
A B  C-D E-H I-M N-S T-Z